# Holy Wars... The Punishment Due
"Holy Wars... The Punishment Due"  é a primeira música do álbum de 1990, Rust in Peace da banda de heavy metal Megadeth.
A canção tem uma estrutura incomum, mudando por volta dos 2:26 minutos de duração, após uma passagem acústica de Marty Friedman para uma estrutura diferente, mais lenta e pesada chamada "The Punishment Due", e volta próximo do fim para a "Holy Wars" depois de um solo de Dave Mustaine. A música inteira é popularmente conhecida como "Holy Wars".
A letra de "Holy Wars" fala do conflito Israel-Palestina. Numa entrevista para a revista britânica Guitarist, Mustaine diz que foi inspirado para escrever a música na Irlanda, quando descobriu que blusas não oficiais dos Megadeth estavam à venda e ele foi dissuadido de fazer algo para resolver a situação porque elas faziam parte de um fundo para "The Cause" (conflito na Irlanda do Norte). Dave disse também, recentemente, num concerto em Nottingham, Reino Unido em 18 de fevereiro de 2008 que foi ali que ele escreveu Holy Wars, depois de ter viajado da Irlanda num autocarro à prova de bala. "The Punishment Due" foi inspirada na personagem Punisher, da Marvel Comics.
A canção é a última a ser tocada no encore de todos os concertos de Megadeth.

## Créditos
- Dave Mustaine : Guitarra Base/Solo, Vocal
- Marty Friedman : Guitarra Base/Solo
- David Ellefson : Baixo
- Nick Menza : bateria